# Lindsay Jones
Lindsay Draper Jones (Durham, 9 giugno 1969) è un compositore e tecnico del suono statunitense.

## Biografia
Nato e cresciuto in Carolina del Nord, studiò recitazione all'University of North Carolina School of the Arts.
Cominciò a lavorare come compositore e tecnico del suono per il teatro a partire dalla metà degli anni novanta e nel 2013 fece il suo debutto a Broadway curando il sonoro e la musica del dramma A Time to Kill. Da allora lavorò assiduamente a Broadway e nell'Off-Broadway, ricevendo tre candidature ai Drama Desk Award e due ai Tony Award: alla migliore colonna sonora originale e al miglior sound design per Slave Play nel 2021.
Ha inoltre lavorato per la Royal Shakespeare Company e numerose altre compagnie teatrali e teatri in Scozia, Sudafrica, Vienna e Zimbabwee. Nel corso della sua carriera ha lavorato a oltre cinquecento allestimenti di musical e opere di prosa in veste di compositore e/o tecnico del suono. Ha tenuto corsi all'Università Yale e alla Northwestern University.

## Filmografia parziale

### Cinema
- Botte di fortuna (The Brass Teapot), regia di Ramaa Mosley (2012)